# Juristenausbildung in Baden
Die Juristenausbildung in Baden im 19. Jahrhundert ist deshalb von Bedeutung, weil Juristen innerhalb des bedeutend vergrößerten Staates alle wichtigen Positionen der Staatsverwaltung innehatten.
Zunächst erfolgte die Ausbildung weiterhin nach der Verordnung vom 11. Mai 1789 und das 5. Organisationsedikt von 1803 fasste die Regelungen für das juristische Studium und das Staatsexamen zusammen.

## Studium der Rechtswissenschaft
Es mussten folgende juridischen Kurse in einem dreieinhalbjährigen Studium belegt werden: Lateinisches und deutsches Privatrecht, Strafrecht, Reichs- und deutsche Rechtsgeschichte, Staatsrecht, Kirchen- und Lehensrecht, sowie Zivilprozess- und Strafprozessrecht. Ohne förmlichen Abschluss musste für die Zulassung zum Staatsexamen lediglich ein Nachweis für die Belegung der Kurse von der Universität erbracht werden. Die in den badischen Staatsdienst aufgenommenen Juristen studierten meistens an einer der zwei Landesuniversitäten in Heidelberg und Freiburg.

## Staatsexamen
Das Staatsexamen der Rechtskandidaten wurde seit 1803 von den Hofgerichten (in Freiburg im Breisgau, Rastatt, Mannheim und Meersburg) schriftlich abgenommen. Ab 1824 wurde es zweimal jährlich direkt vom Justizministerium organisiert. Ab 1853 wurde das zweite Staatsexamen eingeführt, das sich an das Praktikum nach dem ersten Staatsexamen anschloss. Die Benotung bestand in vorzüglich, hinlänglich und notdürftig befähigt für die Bestandenen und in nicht befähigt für die Durchgefallenen. Die Rechtskandidaten, die das Staatsexamen bestanden hatten, wurden zu Rechtspraktikanten ernannt.

## Praktikum
Im 18. Jahrhundert war eine unbezahlte Tätigkeit bei den Behörden als Praktikum und erste Anstellung üblich. Da sich in der ersten Hälfte des 19. Jahrhunderts immer mehr Praktikanten sich eine unbezahlte Beschäftigung nicht leisten konnten, wurden nach und nach gering bezahlte Praktikantenstellen eingeführt. Da bedeutend mehr Rechtspraktikanten sich um staatliche Anstellung bewarben als offene Stellen vorhanden waren, wurde das Praktikum auf zwei Jahre verlängert. Die Stationen des Praktikums konnten alle Ämter der unteren Verwaltungsebene sein. Nach dem zweijährigen Praktikum erfolgte das zweite Staatsexamen, das die konkrete Arbeit der Verwaltung beinhaltete.

## Anstellung
Aufgrund der Prüfungen und der Zeugnisse über das vorangegangene Praktikum entschied das Ministerium über die Zulassung zum höheren Staatsdienst. Die meisten Bewerber fanden ihre Anstellung in den zahlreichen Bezirksämtern des Landes, zunächst als Amtmann und zweiter Beamter und nach erfolgter Beförderung als Oberamtmann und Amtsvorstand.